# Jászai Mariska
Molnár Gyuláné Jászai Mariska, M. Jászai(y) Mariska (már 1902-től), Jászay Mária Julianna (Eger, 1878. szeptember 11. – Eger, 1953. szeptember 27.) magyar színésznő.

## Életútja
Jászay Károly és Tóth Mária római katolikus szülők leányaként született, 1878. szeptember 14-én keresztelték. Testvérei: Jászai Juliska (1885) és Margit (1887) szintén színésznők lettek. Lakhelyük Egerben a Hatvani városrészben volt.
1898 áprilisában végezte el Solymosi Elek színésziskoláját. Ugyanezen évben Szegeden kezdte a pályáját Makó Lajos társulatánál, ahol a Boszorkányvár című operettben a grófné szerepében debütált. Később a vidék kisebb-nagyobb színpadjain működött mint szubrett-primadonna, majd mint koloratúraénekesnő. 1908 tavaszán a gyöngyösi, 1913 tavaszán a székesfehérvári színügyi bizottság díszoklevéllel tüntette ki. 1909 tavaszán Egerben vendégszerepelt Palágyi Lajos társulatában az Erdészlány előadásán, ami nagyszámú közönséget vonzott. Hangja kellemes, előadása előkelő és közvetlen volt, mozgásai plasztikusak és így hamarosan a közönség kedvence lett. Leírások szerint több vidéki színpadon is a közönség kedvence volt.
1908. április 26-án Budapesten, az Erzsébetvárosban férjhez ment Molnár Gyula színészhez, akivel 26 évig voltak házasok.
Tizenkilenc évvel élte túl férjét, halálát érelmeszesedés, szívizomelfajulás okozta.

## Díjai, elismerései
- Oklevél (Színügyi Bizottság, 1908)[5]
- Színijutalom és elismerő oklevél (Székesfehérvári Szinpártoló-egyesület, 1913)[7]